# Deling van Leipzig

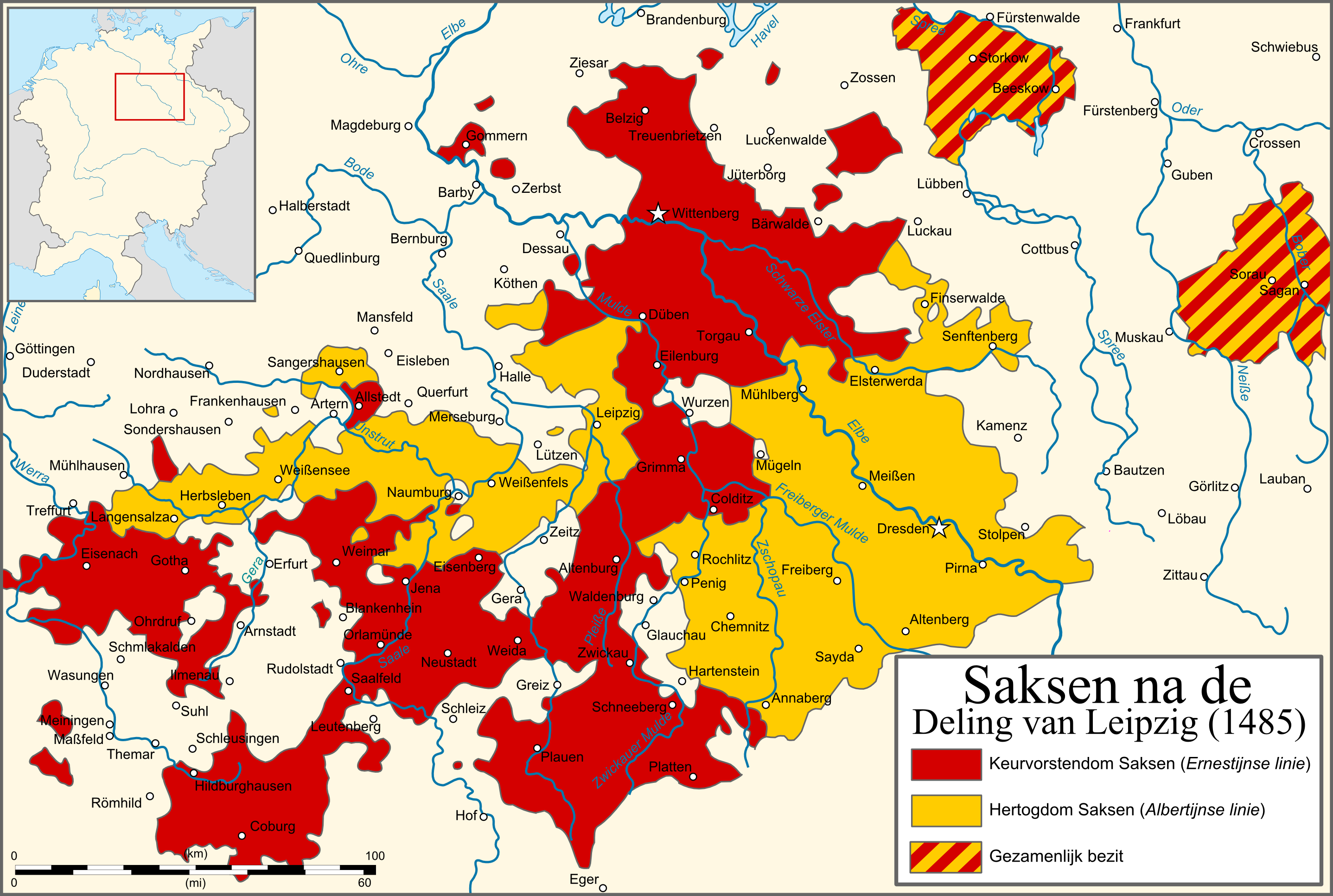
Kaart van Saksen na de Deling van Leipzig in 1485. Het hertogdom Saksen is geel afgebeeld.

Met de Deling van Leipzig (Duits: Leipziger Teilung) werd het keurvorstendom Saksen verdeeld tussen de broers Ernst en Albrecht van Saksen uit het Huis Wettin. Het delingsverdrag werd ondertekend op 11 november 1485. Door de deling ontstonden twee nieuwe vorstendommen: het Ernestijnse keurvorstendom Saksen en het Albertijnse hertogdom Saksen.
In tegenstelling tot eerdere delingen werden de Saksische gebieden na de deling van Leipzig nooit meer verenigd. De deling van Leipzig is daardoor een van de belangrijkste gebeurtenissen in de geschiedenis van de huidige Duitse deelstaten Saksen, Saksen-Anhalt en Thüringen.

## Achtergrond
Op 7 september 1464 stierf keurvorst Frederik II van Saksen. In zijn testament had Frederik II bepaald dat hij opgevolgd zou worden door zijn twee zoons, Ernst en Albrecht, die samen zouden regeren. Tot 1480 voerden de broers een gezamenlijke hofhouding in Dresden. Toen Ernst in dat jaar een reis naar Rome maakte stond hij zijn regeringsverantwoordelijkheid echter niet af aan zijn broer, maar aan zijn raadgevers. Albrecht gaf de gezamenlijke hofhouding op en vertrok met zijn familie en zijn hof naar kasteel Hartenfels in Torgau.
In 1482 stierf de oom van Ernst en Albrecht, Willem de Dappere van Thüringen, zonder mannelijke erfgenamen. Door zijn dood werden alle bezittingen van het Huis Wettin weer verenigd. Vanaf dat moment stuurde Ernst, daarbij ondersteund door zijn hofmaarschalk Hugold von Schleinitz, aan op een verdeling van Saksen. Op 7 juli 1484 kondigden de broers hun plannen voor een deling in een verdrag aan. Albrecht moest zich tien jaar lang uit de regering terugtrekken. Daarna zou Saksen definitief verdeeld worden.

## Het verdrag
Op 17 juni 1485 kwamen de broers in Leipzig echter tot een nieuwe overeenstemming en besloten om hun gebieden nog hetzelfde jaar te verdelen. Het hertogdom Saksen-Wittenberg en de keurvorstelijke waardigheid bleven vanwege de bepalingen uit de Gouden Bul van 1356 bij Ernst. De rest van Saksen werd in twee delen verdeeld. Volgens Saksische recht moest Ernst als oudste broer twee landsdelen samenstellen, waarna Albrecht als eerste een keuze uit de twee delen mocht maken. Op 27 augustus legde Ernst zijn verdeling voor aan Albrecht.
Op een landdag in Leipzig die op 9 november begon maakte Albrecht zijn keuze bekend. Tegen de verwachting in koos hij voor het "Meißense deel" met het grootste deel van het markgraafschap Meißen (met de steden Dresden en Meißen), het westen van het Osterland rond Leipzig, het noorden van Thüringen, de voogdij over het prinsbisdom Merseburg en de rijksabdij Quedlinburg en de leenheerschappij over de graafschappen Stolberg, Hohnstein, Mansfeld en het noordelijke deel van het graafschap Schwarzburg.
Ernst kreeg het "Thüringse deel", dat bestond uit het zuiden van Thüringen (met de steden Eisenach, Gotha, Weimar en Jena), de Frankische gebieden rond Coburg, het Vogtland, het Pleißenland (met Altenburg), het oostelijke deel van het Osterland rond Grimma, de heerlijkheid Torgau, de voogdij over het prinsbisdom Naumburg en de leenheerschappij over het zuidelijke deel van Schwarzburg, de graven van graafschap Gleichen en Kirchberg en de heren van Reuss.
Het hertogdom Sagan, de heerlijkheden Beeskow, Storkow en Sorau, de voogdij over het prinsbisdom Meißen en de steden Mühlhausen, Nordhausen en Erfurt en inkomsten uit de mijnbouw bleven gemeenschappelijk.
De broers ondertekenden het delingsverdrag op 11 november 1485. De verdeling van Saksen in twee nieuwe vorstendommen, het keurvorstendom van Ernst en het hertogdom van Albrecht, werd hiermee officieel. Het Huis Wettin bestond sindsdien uit twee takken: de oudere Ernestijnse en de jongere Albertijnse linie. Ook de Staten van Saksen kwamen na de deling niet meer als één geheel bij elkaar: na de deling werd ook de Statenvergadering opgesplitst.

## Gevolgen van de deling
Na de ondertekening van het verdrag moest Ernst zijn woonplaats Dresden verlaten. Als nieuwe residentie koos hij voor Weimar. Zijn opvolgers verbleven ook in Wittenberg en Torgau. Albrecht verhuisde met zijn hof van Torgau naar Dresden, zodat de stad zijn functie als bestuurscentrum behield.
Kort na de deling ontstonden er al conflicten tussen de twee linies over het gemeenschappelijke bezit, het precieze verloop van de grens en de rechten over de bezittingen van adellijke families die over beide vorstendommen verspreid waren. Op 17 juni 1486 werd een deel van de conflicten bijgelegd. 
In de rijkspolitiek bleven de hertogen uit de Albertijnse linie trouw aan de keizer, terwijl de Ernestijnse keurvorsten steeds afwijzender tegenover de Habsburgse keizers kwamen te staan. Tijdens de Reformatie werden de verschillen tussen beide linies nog duidelijker: terwijl de keurvorsten optraden als beschermheren van Luther en in 1527 openlijk tot het protestantisme overgingen, bleef hertog George van Saksen tot zijn dood katholiek. Ook nadat hertog Hendrik in 1539 het lutheranisme invoerde, bleven de twee linies tegenover elkaar staan.
Tijdens de Schmalkaldische Oorlog (1546-1547) sloot hertog Maurits zich aan bij keizer Karel V en ondersteunde hem bij de verovering van het keurvorstendom. In ruil voor zijn hulp beleende de keizer Maurits met het grootste deel van de Ernestijnse gebieden en verhief hem tot keurvorst. De Ernestijnse linie behield alleen het zuiden van Thüringen. Na 1572 werd dit gebied steeds verder verdeeld waardoor de Ernestijnse linie vrijwel elke politieke invloed verloor.